# Pole (Białoruś)
Pole (biał. Поле; ros. Поле) – wieś na Białorusi, w obwodzie brzeskim, w rejonie łuninieckim, w sielsowiecie Dworzec.